# Kompartmentacja
Kompartmentacja, kompartymentacja, uprzedziałowienie komórki – zjawisko ścisłego lokalizowania wielu białek w określonych strukturach lub organellach komórkowych, tzw. kompartmentach, czyli otoczonych błonami przedziałach w komórce. Zjawisko to dotyczy biochemicznego, przestrzennego i fizjologicznego zróżnicowania w komórce.
Zjawisko kompartmentacji pozwala na zachodzenie w komórce przeciwstawnych procesów w tym samym czasie.